# Michel Ménard
Pour les articles homonymes, voir Ménard.
Michel Ménard, né le 20 mai 1961 à Saint-Berthevin-la-Tannière (Mayenne), est un homme politique français. Membre du Parti socialiste, il est député de la cinquième circonscription de la Loire-Atlantique de 2007 à 2017 et président du conseil départemental de la Loire-Atlantique depuis 2021.

## Biographie
Fils d’agriculteurs, Michel Ménard s'engage dès ses 18 ans dans les mouvements de jeunesse et d'éducation populaire. Après une scolarité au lycée Ambroise-Paré de Laval et une formation d’instituteur à Nantes, il effectue un service civil de deux ans au sein de la fédération des amicales laïques de Loire-Atlantique. Il y reste ensuite comme salarié jusqu’en 2007, exerçant diverses fonctions, toujours en lien avec la jeunesse et l’économie sociale et solidaire.
En 2011, Michel Ménard rédige un essai : Éducation populaire, le temps de l'engagement, dans lequel il fait des propositions pour faire évoluer l'éducation populaire.
Il devient de nouveau permanent de la Ligue de l'enseignement  entre juillet 2019 et septembre 2020, en assumant les fonctions de secrétaire général adjoint.

## Parcours politique

### Au Parti socialiste
Adhérent du Parti socialiste depuis 1986 et exerce des fonctions électives depuis 1995.
Lors de la primaire citoyenne de 2017, il soutient la candidature de Manuel Valls.
Michel Ménard est trésorier de la FNESER depuis 2018.

### Mandat locaux
Élu conseiller municipal de Nantes dans l'équipe de Jean-Marc Ayrault en 1995, il démissionne de son mandat en 2007 à la suite des élections législatives.
Michel Ménard est conseiller général de Loire-Atlantique depuis 2001.
Vice-président du Conseil général de 2004 à 2015, il est délégué aux sports, à la jeunesse et à l'éducation populaire jusqu'en 2011, puis délégué à l'éducation de 2011 à 2015.
Vice-président de Nantes habitat de 1995 à 2001, il préside l'office public de l'habitat de Nantes de 2001 à 2007.
En 2007, il est élu député de la 5e circonscription de Loire-Atlantique.
Depuis 2011, il est président de l'Office public de l'habitat de Loire-Atlantique. Il est actif dans le mouvement H.L.M.
De 2010 à 2013, il a présidé le conseil d'école de l'IUFM des Pays de la Loire.
Aux élections départementales de 2015, en binôme avec la conseillère sortante Catherine Touchefeu, Michel Ménard est élu conseiller départemental (Nantes-7) avec 76,27 % des suffrages exprimés et est désigné président du groupe majoritaire Loire-Atlantique à Gauche.
En juin 2019, il est élu président de la Caisse de garantie du logement locatif social.
Soutenu par le président sortant Philippe Grosvalet, il annonce en avril 2021 sa candidature à la présidence du conseil départemental de la Loire-Atlantique.
Il est réélu conseiller départemental lors des élections départementales de 2021 dans le canton de Nantes-7 avec 65,28 des suffrages exprimés.
Lors de la première session du nouveau conseil départemental de la Loire-Atlantique, il est élu président du conseil départemental face à Laurent Turquois, maire de Saint-Sébastien-sur-Loire et chef de file de la droite et du centre.

### Au Parlement

#### Député de 2007 à 2017
Candidat du Parti socialiste, Michel Ménard est élu en juin 2007 dans la cinquième circonscription de Loire-Atlantique, battant Robert Diat (député UMP sortant, qui avait remplacé Edouard Landrain, décédé en cours de mandat). Michel Ménard est réélu en 2012, sur une circonscription redécoupée, qui comptait alors les cantons de Carquefou, La Chapelle-sur-Erdre, Ligné, Nantes-8 et Nort-sur-Erdre.

#### Candidature de 2017
Il est candidat à une deuxième réélection aux législatives 2017 dans la Loire-Atlantique (5e circonscription). Alors que La République en marche présente une candidate face à lui, Sarah El Haïry, il se déclare prêt à faire partie de la majorité présidentielle d'Emmanuel Macron s'il est élu. Son programme comprend des propositions sur la moralisation de la vie publique, le système de retraites, et le maintien de l'impôt sur la fortune.
Il obtient 13,95 % des voix, en deuxième position derrière Sarah El Haïry (41,35 %). Michel Ménard est le seul candidat socialiste de Loire-Atlantique à se maintenir après ce premier tour. Sarah El Haïry le bat au second tour le 18 juin 2017 (61,02 %), alors qu'il obtient 38,98 % des voix.